# Timmersdala
Timmersdala – miejscowość (tätort) w Szwecji, w regionie administracyjnym (län) Västra Götaland, w gminie Skövde.
Według danych Szwedzkiego Urzędu Statystycznego liczba ludności wyniosła: 895 (31 grudnia 2015), 915 (31 grudnia 2018) i 905 (31 grudnia 2019).